# Millionengraben
Der Millionengraben ist der heute noch vorhandene Hauptentwässerungsgraben der einstigen Rieselfelder in Falkenberg, einem Berliner Ortsteil im Bezirk Lichtenberg. Er mündet in die Neue Wuhle im Bereich Seelgraben-Park West.

## Geschichte
Ende des 19. Jahrhunderts legte James Hobrecht unter anderem auch im Umland Berlins in den damals noch selbstständigen Gemeinden große Flächen an, auf denen die Abwässer der preußischen Hauptstadt durch Verrieselung gereinigt wurden. Die Versickerung ließ den Schlamm austrocknen, der als Dünger für die großen, schachbrettartig angelegten Felder diente, auf denen überwiegend Getreide angebaut wurde. Die Ein- wie auch die Ableitung des Wassers erfolgten über künstlich angelegte Gräben.
Die Rieselfelder der Barnimer Feldflur entwässerten über einen großen Hauptentwässerungsgraben in den Seelgraben. Auf Grund der Größe erhielt das Bauwerk im Volksmund die Bezeichnung Millionengraben. Diese Felder wurden in den 1980er Jahren stillgelegt, ab 1995 wurden sie zum Naturschutzgebiet Falkenberger Rieselfelder. Der Millionengraben stellt dabei die östliche Grenze des Schutzgebietes dar. Ein Zugang ist vom Barnimer Dörferweg aus möglich.

## Verlauf
Die größte Wassermenge nimmt der Graben im Brandenburger Ortsteil Lindenberg aus dem Gehrensee auf. Er führt es über ein schnurgerade angelegtes Bett in Richtung Südwesten über die Berliner Stadtgrenze bis nach Berlin-Falkenberg. In diesen Bach gelangen auch die Wässer des Koppelgrabens und des Schwarzwurzelgrabens. Im Bereich des Ortsteils Falkenberg verläuft der Millionengraben östlich des Tierheims und fließt schließlich durch ein Rohrsystem unter der Falkenberger Chaussee hindurch bis in die Neue Wuhle. Diese entwässert schließlich auf langen Wegen in die Elbe und in die Nordsee.